# Трояновский, Сергей Викторович
Сергей Викторович Трояновский (9 июня 1969, Новгород — 15 июля 2024, Великий Новгород) — российский историк и археолог; старший научный сотрудник Санкт-Петербургского Института истории РАН, эксперт по изучению и популяризации культурного наследия ФГБУК «Новгородский государственный объединённый музей-заповедник», председатель РОО «Новгородское общество любителей древности» (НОЛД).
Депутат городской Думы Великого Новгорода V созыва (фракция «Яблоко»). Сложил депутатские полномочия в 2015 году.

## Биография
Родился 9 июня 1969 года в Новгороде в семье журналиста В. С. Трояновского (1937—2019), где в 1986 году окончил среднюю школу № 1. В 1987—1989 годах проходил срочную военную службу в Забайкальском военном округе.
В 1993 году окончил исторический факультет МГУ им. М. В. Ломоносова со специализацией по кафедре археологии. В 1993—2004 годы работал старшим и ведущим научным сотрудником в Новгородском государственном объединённом музее-заповеднике. Проводил археологические исследования на территории Новгородского кремля, г. Великий Новгород, в Новгородской области.
В 2004—2006 годах поступил на службу в Комитет культуры, кино и туризма Новгородской области, где являлся заместителем председателя и возглавлял отдел государственной охраны культурного наследия. В 2006—2007 годах являлся сотрудником редакции газеты «Новгород».
С 2007 года принят на основную работу в Санкт-Петербургский Институт истории РАН в качестве старшего научного сотрудника и учёного секретаря группы истории Новгорода. В марте 2009 года назначен заведующим Центром по организации и обеспечению археологических исследований Новгородского музея-заповедника (по совместительству).
В 1996—2000 годах входил в состав Президиума областного совета ВООПИиК.
С 2000 года являлся заместителем председателя Новгородского общества любителей древности, в 2011 году избран председателем.
В сентябре 2013 года избран депутатом Новгородской городской думы V созыва по списку партии «Яблоко».
С ноября 2013 года — член партии «Яблоко».

Скончался 15 июля 2024 года в три часа ночи от лёгочной тромбоэмболии в возрасте 55 лет. Похоронен на Западном кладбище Великого Новгорода рядом с отцом.

### Семья
Был женат, есть дочь.

## Научная деятельность
В 2001 году защитил кандидатскую диссертацию «Новгородский детинец в X—XV вв. по археологическим данным» на кафедре археологии МГУ им. М. В. Ломоносова, научный руководитель академик РАН В. Л. Янин.
Автор более 90 публикаций в отечественных и зарубежных научных изданиях.

### Избранные труды
- Трояновский, С. В. О некоторых результатах раскопок в Новгородском кремле // Новгород и Новгородская Земля: История и археология. — 1998. — № 12.
- Трояновский С. В. Великий Новгород: Седмицы истории. 859—1990-е годы. — М.: Весь мир, 2015. — 544 с. — ISBN 978-5-7777-0660-7.

## Награды
- Почётный знак Центрального совета ВООПИиК (1998)
- лауреат Всероссийского конкурса на лучшее освещение в СМИ темы патриотического воспитания «Патриот России» (2007, 2008)
- медаль «К 1150-летию Великого Новгорода».